# Casa del carrer del Casino (Begur)
La Casa del carrer del Casino és una obra eclèctica de Begur (Baix Empordà) inclosa a l'Inventari del Patrimoni Arquitectònic de Catalunya.

## Descripció
Edifici de PB i 2 pisos de façana asimètrica amb entrada per la part esquerra i per porta d'arc rebaixat. Al seu damunt hi ha una finestra en mal estat i que es repeteix en planta superior, però més petita i més ben conservada. Les obertures estaven emmarcades amb esgrafiats que han desaparegut o només hi ha restes. La porta està emmarcada amb pedra de Girona. La PB i 1er. Pis tenen el pedruscall al descobert. La darrera planta està arrebossada i segueix vers la façana lateral que comença perpendicular a la façana en un tros d'uns 2 ó 3 metres, per convertir-se en una façana a jardins e a 45 graus respecte a la façana. Aquesta es recolza sobre una terrassa a 1a planta i que es retalla al costat dret de la façana a carrer. Aquesta terrassa forma un porxo de 4 arcs, en el jardí. La terrassa té barana de ferro forjat i a ella hi aboquen 2 portes d'arc rebaixat i que la seva composició és simètrica. Aquesta simetria es repeteix en P. Superior, però per 2 grups d'arcs rebaixats i separats per una columna cilíndrica. Aquests arcs tenen la barana de mena balustrada i entre els 2 grups d'arcs hi ha un massissat amb encanalaments.
La façana es clou amb gran corba, suau, i que és la protecció del teulat.
La barana és d'elements ceràmics (els arcs-galeria de la darrera planta).
Els laterals d'aquesta façana tenien uns quadres de ceràmica vidriada i que han desaparegut.